# Microtipula
Microtipula is een ondergeslacht van het geslacht van insecten Tipula binnen de familie langpootmuggen (Tipulidae).

## Soorten
Deze lijst van 158 stuks is mogelijk niet compleet.
- T. (Microtipula) aequitorialis (Alexander, 1940)
- T. (Microtipula) affabilis (Alexander, 1945)
- T. (Microtipula) akestra (Alexander, 1966)
- T. (Microtipula) alecto (Alexander, 1945)
- T. (Microtipula) amara (Alexander, 1951)
- T. (Microtipula) amazonica (Alexander, 1912)
- T. (Microtipula) amoenicornis (Alexander, 1922)
- T. (Microtipula) anomalina (Alexander, 1979)
- T. (Microtipula) apollyon (Alexander, 1951)
- T. (Microtipula) appendens (Enderlein, 1912)
- T. (Microtipula) ariranhae (Alexander, 1945)
- T. (Microtipula) auricularis (Alexander, 1942)
- T. (Microtipula) austrovolens (Alexander, 1951)
- T. (Microtipula) aymara (Alexander, 1912)
- T. (Microtipula) baeostyla (Alexander, 1979)
- T. (Microtipula) bigracilis (Alexander, 1979)
- T. (Microtipula) bilimeki (Alexander, 1941)
- T. (Microtipula) biprolata (Alexander, 1967)
- T. (Microtipula) bitribula (Alexander, 1967)
- T. (Microtipula) blaseri (Alexander, 1942)
- T. (Microtipula) brasiliensis (Wiedemann, 1828)
- T. (Microtipula) bruesi (Alexander, 1945)
- T. (Microtipula) camura (Alexander, 1979)
- T. (Microtipula) carib (Alexander, 1970)
- T. (Microtipula) cerogama (Alexander, 1944)
- T. (Microtipula) cithariformis (Alexander, 1967)
- T. (Microtipula) colombicola (Alexander, 1929)
- T. (Microtipula) contemplata (Alexander, 1951)
- T. (Microtipula) costaricensis (Alexander, 1922)
- T. (Microtipula) crassistyla (Alexander, 1966)
- T. (Microtipula) ctenopyga (Alexander, 1940)
- T. (Microtipula) decens (Alexander, 1942)
- T. (Microtipula) decolorata (Alexander, 1935)
- T. (Microtipula) detecta (Alexander, 1927)
- T. (Microtipula) diacanthos (Alexander, 1921)
- T. (Microtipula) diadexia (Alexander, 1967)
- T. (Microtipula) didactyla (Alexander, 1942)
- T. (Microtipula) didolos (Alexander, 1962)
- T. (Microtipula) dirhabdophora (Alexander, 1951)
- T. (Microtipula) discophora (Alexander, 1951)
- T. (Microtipula) efferox (Alexander, 1945)
- T. (Microtipula) effeta (Alexander, 1921)
- T. (Microtipula) effulta (Alexander, 1941)
- T. (Microtipula) epione (Alexander, 1944)
- T. (Microtipula) erebus (Alexander, 1979)
- T. (Microtipula) erostrata (Alexander, 1945)
- T. (Microtipula) eurymera (Alexander, 1945)
- T. (Microtipula) extensistyla (Alexander, 1979)
- T. (Microtipula) falcifer (Alexander, 1944)
- T. (Microtipula) feliciana (Alexander, 1945)
- T. (Microtipula) ferocia (Alexander, 1937)
- T. (Microtipula) fiebrigi (Alexander, 1941)
- T. (Microtipula) flavopolita (Alexander, 1942)
- T. (Microtipula) gladiator (Alexander, 1914)
- T. (Microtipula) guato (Alexander, 1912)
- T. (Microtipula) guerreroensis (Alexander, 1940)
- T. (Microtipula) gutticellula (Alexander, 1936)
- T. (Microtipula) heterodactyla (Alexander, 1944)
- T. (Microtipula) hexamelania (Alexander, 1951)
- T. (Microtipula) histrionica (Alexander, 1945)
- T. (Microtipula) horribilis (Alexander, 1945)
- T. (Microtipula) icasta (Alexander, 1941)
- T. (Microtipula) impatiens (Alexander, 1951)
- T. (Microtipula) inaequilobata (Alexander, 1938)
- T. (Microtipula) inarmata (Alexander, 1928)
- T. (Microtipula) infida (Alexander, 1941)
- T. (Microtipula) intemperata (Alexander, 1943)
- T. (Microtipula) jivaronis (Alexander, 1943)
- T. (Microtipula) jordanensis (Alexander, 1949)
- T. (Microtipula) juquiella (Alexander, 1945)
- T. (Microtipula) klagesi (Alexander, 1945)
- T. (Microtipula) lagotis (Alexander, 1942)
- T. (Microtipula) languidula (Alexander, 1942)
- T. (Microtipula) laticostata (Alexander, 1937)
- T. (Microtipula) letalis (Alexander, 1937)
- T. (Microtipula) lichyana (Alexander, 1945)
- T. (Microtipula) luctifica (Alexander, 1940)
- T. (Microtipula) luteidorsata (Alexander, 1971)
- T. (Microtipula) luteilimbata (Alexander, 1944)
- T. (Microtipula) lyriformis (Alexander, 1942)
- T. (Microtipula) macrosterna (Alexander, 1912)
- T. (Microtipula) mandator (Alexander, 1945)
- T. (Microtipula) manniana (Alexander, 1945)
- T. (Microtipula) mediocompressa (Alexander, 1944)
- T. (Microtipula) megalyra (Alexander, 1945)
- T. (Microtipula) monocera (Alexander, 1967)

- T. (Microtipula) mulfordi (Alexander, 1945)
- T. (Microtipula) multimoda (Alexander, 1938)
- T. (Microtipula) myriatricha (Alexander, 1942)
- T. (Microtipula) neolenta (Alexander, 1945)
- T. (Microtipula) nicoya (Alexander, 1944)
- T. (Microtipula) nigroabdominalis (Alexander, 1936)
- T. (Microtipula) nigrovariegata (Alexander, 1928)
- T. (Microtipula) niobe (Alexander, 1947)
- T. (Microtipula) obstinata (Alexander, 1971)
- T. (Microtipula) opipara (Alexander, 1951)
- T. (Microtipula) ortoni (Alexander, 1945)
- T. (Microtipula) pala (Alexander, 1939)
- T. (Microtipula) palaeogama (Alexander, 1944)
- T. (Microtipula) paloides (Alexander, 1940)
- T. (Microtipula) paralenta (Alexander, 1950)
- T. (Microtipula) pararia (Alexander, 1966)
- T. (Microtipula) parishi (Alexander, 1912)
- T. (Microtipula) penana (Alexander, 1951)
- T. (Microtipula) perangustula (Alexander, 1938)
- T. (Microtipula) percompressa (Alexander, 1944)
- T. (Microtipula) percomptaria (Alexander, 1945)
- T. (Microtipula) perdelecta (Alexander, 1942)
- T. (Microtipula) perissopyga (Alexander, 1979)
- T. (Microtipula) perlaticosta (Alexander, 1941)
- T. (Microtipula) plaumannina (Alexander, 1945)
- T. (Microtipula) plumbeithorax (Alexander, 1921)
- T. (Microtipula) pontifex (Alexander, 1967)
- T. (Microtipula) porrecta (Alexander, 1951)
- T. (Microtipula) pretiosa (Alexander, 1945)
- T. (Microtipula) pritchardi (Alexander, 1940)
- T. (Microtipula) proctotricha (Alexander, 1945)
- T. (Microtipula) prolixisterna (Alexander, 1941)
- T. (Microtipula) quadricollis (Alexander, 1945)
- T. (Microtipula) rectangulus (Alexander, 1951)
- T. (Microtipula) regressa (Alexander, 1950)
- T. (Microtipula) retrorsa (Alexander, 1962)
- T. (Microtipula) scaphula (Alexander, 1945)
- T. (Microtipula) scelesta (Alexander, 1945)
- T. (Microtipula) schildeana (Alexander, 1945)
- T. (Microtipula) schunkei (Alexander, 1971)
- T. (Microtipula) schwarzmaieri (Alexander, 1940)
- T. (Microtipula) septemhastata (Alexander, 1962)
- T. (Microtipula) sexcincta (Alexander, 1942)
- T. (Microtipula) smilodon (Alexander, 1940)
- T. (Microtipula) smithi (Alexander, 1912)
- T. (Microtipula) sparsipila (Alexander, 1962)
- T. (Microtipula) spinicauda (Alexander, 1919)
- T. (Microtipula) sternohirsuta (Alexander, 1941)
- T. (Microtipula) subarmata (Alexander, 1941)
- T. (Microtipula) subaymara (Alexander, 1962)
- T. (Microtipula) subeffeta (Alexander, 1951)
- T. (Microtipula) subeffulta (Alexander, 1969)
- T. (Microtipula) subinfuscata (Williston, 1896)
- T. (Microtipula) tancitaro (Alexander, 1946)
- T. (Microtipula) temperata (Alexander, 1940)
- T. (Microtipula) tenuicula (Enderlein, 1912)
- T. (Microtipula) tenuilobata (Alexander, 1940)
- T. (Microtipula) tergoarmata (Alexander, 1971)
- T. (Microtipula) terpsichore (Alexander, 1951)
- T. (Microtipula) terribilis (Alexander, 1944)
- T. (Microtipula) tijucensis (Alexander, 1943)
- T. (Microtipula) topoensis (Alexander, 1951)
- T. (Microtipula) trichoprocta (Alexander, 1945)
- T. (Microtipula) trihastata (Alexander, 1945)
- T. (Microtipula) trinidadensis (Alexander, 1912)
- T. (Microtipula) trinitatis (Alexander, 1941)
- T. (Microtipula) tucumanensis (Alexander, 1945)
- T. (Microtipula) urophora (Alexander, 1938)
- T. (Microtipula) virgilia (Alexander, 1951)
- T. (Microtipula) volens (Alexander, 1944)
- T. (Microtipula) zeteki (Alexander, 1945)
- T. (Microtipula) zonalis (Alexander, 1927)